# Седьмой кабинет Махатхира
Доктор Махатхир Мохамад, будучи премьер-министром Малайзии во второй раз с 10 мая 2018 года, сформировал кабинет министров. Кабинет состоит из 10 ключевых министерств, представляющих членов блока «Пакатан Харапан», то есть Малайзийской организации коренных народов (PPBM), Партии народной справедливости (ПКР), Партию демократического действия (DAP) и Партию национального фонда (Амана). Махатхир предложил «небольшой кабинет», а не иметь «огромный шкаф».
29 февраля 2020 Мохамад Махатхир подал в отставку

## Полноправные члены
С 11 мая 2018 года Федеральный кабинет состоял из 10 министров, позже 2 июля 2018 были назначены ещё министры:
| Портфолио                                          | Должностное Лицо              | Участник                          | Избирательный округ | Срок Начала  | Срок Окончания  |
| -------------------------------------------------- | ----------------------------- | --------------------------------- | ------------------- | ------------ | --------------- |
| Премьер-Министр                                    | Д-Р Махатхир Мохамад          | PPBM                              | Лангкави            | 10 мая 2018  | 29 февраля 2018 |
| Заместитель Премьер-Министра                       | Д-Р Ван Исмаил Ван Ғазизагүл  | ПКР                               | Пандан              | 21 мая 2018  | В должности     |
| Министр женщин, семьи и общего развития            | Д-Р Ван Исмаил Ван Ғазизагүл  | ПКР                               | Пандан              | 21 мая 2018  | В должности     |
| Министр финансов                                   | Лим Гуан Янг                  | Народное действие                 | Баган               | 21 мая 2018  | В должности     |
| Министр внутренних дел                             | Мухиддин Яссин                | PPBM                              | Пагох               | 21 мая 2018  | В должности     |
| Министр иностранных дел                            | Сайфуддин Абдулла             | ПКР                               | Индера Махкота      | 2 июня 2018  | В должности     |
| Министр обороны                                    | Мохаммад Сабу                 | Аманах                            | Кота-Раджа          | 21 мая 2018  | В должности     |
| Министр человеческих ресурсов                      | Кула Сегеран                  | Партия демократического дейсттвия | Ипох Барат          | 21 мая 2018  | В должности     |
| Министр развития сельских районов                  | Салахуддин Айюб               | АМАНАХ                            | Пулай               | 21 мая 2018  | В должности     |
| Министр экономики                                  | Мохаммед Азмин Али            | Партия народной справедливости    | Гомбак              | 21 мая 2018  | В должности     |
| Министр сельского развития                         | Рина Ханун                    | PPBM                              | Титвангса           | 21 мая 2018  | В должности     |
| Министр транспорта                                 | Антони Лок Си Фук             | Партия демократического действия  | Серембан            | 21 мая 2018  | В должности     |
| Министр Мультимедиа, Науки и техники               | Гобинг Сингх Део              | Партия демократического действия  | Пухонг              | 21 мая 2018  | В должности     |
| Министр Образования                                | Масли Малик                   | PPBM                              | Симпанг Ренгам      | 21 мая 2018  | В должности     |
| Министр Здравоохранения                            | Дзукехли Ахмад                | АМАНАХ                            | Куала Селангор      | 21 мая 2018  | В должности     |
| Министр молодежи и спорта                          | Сайед Садик                   | PPBM                              | Муар                | 2 Июля 2018  | В должности     |
| Министр развития                                   | Мохаммед Рездан Юсуф          | PPBM                              | Алор Гаян           | 2 Июня 2018  | В должности     |
| Министр земли воды и природных ресурсов            | Ксавьер Ярукулумар Амураданам | Партия народной справедливости    | Куала Лангат        | 2 Июля 2018  | В должности     |
| Министр внутренней торговли                        | Сайфудин Насутийон Измаил     | Партия народной справедливости    | Кулим Бандар Бухару | 2 Июля 2018  | В должности     |
| Министр работ                                      | Бару Биан                     | Партия народной справедливости    | Селангау            | 2 Июля 2018  | В должности     |
| Министр первичной индустрии                        | Тереза Кук                    | DAP                               | Сепутех             | 2 Июля 2018  | В должности     |
| Министерство энергетики технологии, науки Малайзии | И Би Ин                       | DAP                               | Бакри               | 2 Июля 2018  | В должности     |
| Министр федеральных территорий                     | Халид Абду Самад              | Аманах                            | Шах Алам            | 2 Июля 2018  | В должности     |
| Министр международной торговли                     | Дарелл Лейкинг                | Партия надежды Сабаха             | Пенапамг            | 2 Июля 2018  | В должности     |
| Министр культуры                                   | Мохамаддин Кетапи             | Партия надежды Сабаха             | Силам               | 2 Июля 2018  | В должности     |
| Департамент премьер-министра                       | Вайтха Мурли Пусами           | Хиндраф                           | Сенатор             | 17 июля 2018 | В должности     |